# Cichorium calvum
Cichorium calvum — вид квіткових рослин з родини айстрових (Asteraceae).

## Поширення
Ефіопія; інтродукований до Єгипту, деяких країн Європи й Азії.